# Щербакова, Галина Николаевна
Галина Николаевна Щербакова (девичья фамилия Руденко; 10 мая 1932, Щербиновка, Украинская ССР, СССР — 23 марта 2010, Москва, Российская Федерация) — советская писательница, сценаристка.

## Биография
Родилась в 1932 году в Щербиновке Донецкой области (Украинская ССР). Часть школьных лет Щербаковой прошла в немецкой оккупации.
По окончании школы Галина Николаевна поступила в Ростовский государственный университет, затем, в связи с переездом с мужем в Челябинск, перевелась в Челябинский педагогический институт, после его окончания работала в школе учительницей русского языка и литературы. Затем 12 лет работала в прессе, в том числе редактором областной молодёжной газеты в Волгограде. Впрочем, она оставила эту работу: она хотела стать писателем, а журналистика, как считала Щербакова, «затягивает и уводит в сторону».
До конца 70-х годов Галина Щербакова писала, по её словам, «серьёзные вещи — большую прозу на философские темы. Но эти вещи никто не хотел публиковать». Однажды она решила написать роман про любовь: так родилась повесть «Вам и не снилось», которую осенью 1979 года опубликовал журнал «Юность». Неожиданно для самой писательницы повесть имела ошеломляющий успех; Щербаковой стало приходить множество восторженных писем. Вскоре после опубликования, в 1980 году, повесть экранизировал Илья Фрэз. В повести героев зовут Роман и Юлька, повесть начинается с культпохода на спектакль «Вестсайдская история», что подчёркивает аллюзии к «Ромео и Джульетте». В фильме героиня переименована в Катю, финал смягчён. Дмитрий Быков в своей лекции на телеканале «Дождь» отметил следующее:
В известном смысле эта повесть предваряла собою взрыв перестройки, потому что всегда во время оттепели в русской литературе поднимается вопрос… о детской и подростковой любви… Вот эта повесть, безусловно, сыграла некоторую роль спускового крючка, потому что именно с «Вам и не снилось» началась молодёжная активность, программы «Спорклуб» и «12 этаж», фильм Быкова «Чучело». Именно с этого момента начался активный разговор о том, какая молодёжь вырастет.
Помимо своей знаменитой повести, Щербакова написала более двадцати книг, среди которых следующие повести и романы:

| - «Дверь в чужую жизнь»; - «Отчаянная осень»; - «Актриса и милиционер»; - «Армия любовников»; - «У ног лежачих женщин»; - «Косточка авокадо»; | - «Подробности мелких чувств»; - «Митина любовь»; - «Кровать Молотова»; - «Не бойтесь! Мария Гансовна уже скончалась»; - «Радости жизни»; - «Восхождение на холм царя Соломона с коляской и велосипедом». |

Проза Щербаковой всегда привлекала кинематографистов. Среди художественных фильмов, снятых по её произведениям, следующие:

| - «Двое и одна» (в основе — рассказ «Дядя Хлор и Корякин»); - «Мальчик и девочка» (в основе — одноимённая повесть); - «Карантин»; - «Пусть я умру, Господи»; - «Личное дело судьи Ивановой»; - «Женщины в игре без правил» (сериал). |

В конце жизни писательница тяжело болела, перенесла полостную операцию, но оправиться так и не смогла. Последнее её интервью датируется январём 2010 года, когда исполнялось тридцать лет фильму «Вам и не снилось…». Галина Николаевна работала над новым романом, который остался незавершённым. В том же месяце (15 января) получила в Челябинске народную премию «Светлое прошлое».
Галина Щербакова скончалась в Москве 23 марта 2010 года. Похоронена на Миусском кладбище, в районе Марьиной рощи.

### Семья
- Первый муж — Евгений Ярославович Режабек (1929—2011), доктор философских наук, профессор
  - Сын — Александр Евгеньевич Режабек (1957—2013), врач, писатель, умер в Израиле[3].
    - Внуки — Александр Шарай (род. 1984), Михаэль Режабек, Даниэль Режабек; проживают в Израиле.
- Второй муж — Щербаков Александр Сергеевич (1938—2022), журналист, публицист, писатель[4].
  - дочь Екатерина Щербакова (Катерина Шпиллер, род. 1965) — писатель; проживает в Израиле.
    - Внучка — Алиса Шпиллер (род. 1987), фотомодель и певица, артистка российского бурлеск-шоу; проживает в Москве.

### Для театра и кино
- «Будут неприятности», пьеса
- «Играем Вассу», пьеса
- «Я сторожу собаку», пьеса
- «Опыты над мышами», пьеса
- «Личное дело судьи Ивановой», сценарий
- «Пусть я умру, Господи», сценарий
- «Карантин», сценарий